# Dezső Ambrozovics
Dezső Ambrozovics (n. 24 februarie 1864, Buda- d. 17 ianuarie 1919, Budapesta) a fost scriitor, poet, traducător și ziarist maghiar.